# Olga Jiznieva
Olga Andreïevna Jiznieva (en russe : Ольга Андреевна Жизнева, en anglais : Olga Zhiznyeva), née le 5 avril 1899 (17 avril dans le calendrier grégorien) à Saint-Pétersbourg et morte le 10 novembre 1972 à Moscou, est une actrice soviétique.

## Biographie
Olga Jiznieva est récompensée par un prix Staline de 1er classe en 1949, pour le rôle de Tatiana Dobrotvorskaï dans le film Tribunal d'honneur d'Abram Room.

## Filmographie partielle
- 1925 : Le Tailleur de Torjok de Yakov Protazanov
- 1929 : Le Fantôme qui ne revient pas (Привидение, которое не возвращается) d'Abram Room
- 1939 : L'Enfant trouvé (Подкидыш, Podkidych) de Tatiana Loukachevitch : mère de Natacha et Ioura
- 1949 : Tribunal d'honneur (Суд чести) d'Abram Room : Tatiana Dobrotvorskaï
- 1964 : Le Bracelet de grenats ((Гранатовый браслет) d'Abram Room : Mme Zarjitskaïa
- 1968 : Nous vivrons jusqu'à lundi (Dojiviom do ponedelnika) de Stanislav Rostotski